# Blacksburg (Virginia)
Blacksburg es una ciudad del estado de Virginia, Estados Unidos de América, que forma parte del Condado de Montgomery. La ciudad tenía una población de 42.620 habitantes en el censo del año 2010.
Blacksburg, Christiansburg, y Radford son las tres principales jurisdicciones del área metropolitana de Blacksburg-Christiansburg-Radford. Blacksburg está dominada económica y demográficamente por la presencia del Instituto Politécnico y Universidad Estatal de Virginia (Virginia Tech), una universidad pública de Virginia.
La ciudad y el campus universitario de Virginia Tech tienen una larga tradición en materia de seguridad y calidad de vida, a pesar de ello tuvo lugar la Masacre de Virginia Tech, ocurrida el 16 de abril de 2007. 
En el año 2011, la revista BusinessWeek nombró a Blacksburg: "El mejor lugar de los Estados Unidos para criar a los niños". También en 2011, los lectores de la vida del Sur nombraron a Blacksburg: "La mejor ciudad universitaria del sur". Se destaca su sistema público de transporte, llamado Blacksburg Transit, que también conecta con la vecina ciudad de Christiansburg y que ha recibido de manera repetitiva un reconocimiento por la calidad de su servicio.